# Windows Terminal
Windows Terminal ist ein  Terminalemulator mit mehreren Registerkarten, den Microsoft für Windows 10 und 11  als Ersatz für die Windows Console anbot. Er kann jede Befehlszeilenanwendung in einer separaten Registerkarte ausführen. Dabei sind cmd.exe, PowerShell, WSL, SSH und Azure Cloud Shell Connector vorkonfiguriert. Windows Terminal verfügt über eine eigene Rendering Engine, welches ab Version 1.11 unter Windows 11 für Befehlszeilenanwendungen verwendet werden kann.

## Geschichte
Windows Terminal wurde auf der Entwicklerkonferenz Build 2019 von Microsoft im Mai 2019 als moderne Alternative zur Windows-Konsole angekündigt. Der Quellcode von Windows Terminal erschien erstmals am 3. Mai 2019 auf GitHub. Die erste stabile Version des Projekts (Version 1.0) erschien am 19. Mai 2020.

## Funktionsumfang
- Registerkarten für mehrere Instanzen in einem Fenster
- Unterstützung für ANSI-Escapesequenzen
- UTF-8 und UTF-16 (inkl. CJK-Ideogramme und Emojis)
- Hardwarebeschleunigtes Text-Rendering via DirectWrite
- Unterstützung für moderne Schriftarten und -merkmale
- 24-bit Farben
- Fenster-Transparenz
- Themes, Hintergrundbilder und Farben für Registerkarten[12]
- Verschiedene Fenstermodi (z. B. Vollbildmodus, Fokusmodus, immer im Vordergrund)
- Geteilte Fenster
- Befehlspalette[12]
- Unterstützung von Sprunglisten[12]
- Kompatibilität mit Microsoft Narrator
- Unterstützung für eingebettete hyperlinks[12]
- Kopieren von Text in die Zwischenablage im HTML- und RTF-Format
- Mauseingabe
- Anpassbare Tastenkombinationen
- Inkrementelle Suche

## Cascadia Code
Cascadia Code ist eine von Aaron Bell von Saja Typeworks entwickelte nichtproportionale Schriftart. Sie enthält Ligaturen für Programmcode und wurde entwickelt, um das Erscheinungsbild von Windows Terminal, Terminalanwendungen und Texteditoren wie Visual Studio und Visual Studio Code zu verbessern. Die Schriftart ist unter der SIL Open Font License auf GitHub veröffentlicht und wird mit Windows Terminal seit Version 0.5.2762.0 mitausgeliefert.